# Chinchayqucha
Chinchayqucha o Llac Junín, La paraula Chinchayqocha prové de l'idioma quítxua "llac del nord" o "llac ocelot". Llac Junín rep el nom de la localitat de Junín És el llac més gran que està completament dins Perú (el Llac Titicaca el comparteixen Perú i Bolívia). Es troba a una altitud de 4,082 metres sobre el nivell del mar. El Chinchayqucha és un important lloc per observar els ocells.
Ocupa una superfície de 529,88 km².
Desguassa pel riu Upamayu- (Riu Mantaro)